# Paul Hoffman (veslač)
Paul Hoffman, ameriški veslač, * 21. april 1946, New York.
Hoffmann je za ZDA je nastopil na Poletnih olimpijskih igrah 1968 in 1972. 
V Mexico Cityju je bil krmar v osmercu, ki je osvojil šesto mesto, v Münchnu pa je v isti disciplini osvojil srebrno medaljo.